# 汉根-魏斯海姆
汉根-魏斯海姆是德国莱茵兰-普法尔茨州的一个市镇。总面积4.60平方公里，总人口485人，其中男性238人，女性247人（2011年12月31日），人口密度105人/平方公里。